# Аидонија
Аидонија (грч. Αηδόνια) је насељено место у општини Гребен у периферији Западна Македонија, Грчка. Према попису из 2021. године било је 46 становника.
Према бугарском географу и историчару, Василу Канчову, у Аидонији је 1900. године живело 415 Грка. Село се раније звало Стихази.